# Бетизи Сен Мартен
Бетизи Сен Мартен (фр. Béthisy-Saint-Martin) насеље је и општина у североисточној Француској у региону Пикардија, у департману Оаза која припада префектури Санлис.
По подацима из 2011. године у општини је живело 1.096 становника, а густина насељености је износила 111,61 становника/km². Општина се простире на површини од 9,82 km². Налази се на средњој надморској висини од 43 метара (максималној 122 m, а минималној 41 m).

## Демографија
| 1962. | 1968. | 1975. | 1982. | 1990. | 1999. | 2011. |
| ----- | ----- | ----- | ----- | ----- | ----- | ----- |
| 776   | 797   | 828   | 846   | 1.023 | 1.134 | 1.096 |

График промене броја становника у току последњих година